# Кюбах
Кюбах (нім. Kühbach) — громада в Німеччині, знаходиться в землі Баварія. Підпорядковується адміністративному округу Швабія. Входить до складу району Айхах-Фрідберг. Центр об'єднання громад Кюбах.
Площа — 37,57 км2. Населення становить 4297 ос. (станом на 31 грудня 2020).